# 驚魂六記
驚魂六記是台灣武俠小說作家古龍及香港武俠小說作家黃鷹所著的武俠小說系列，以恐怖見稱。古龍曾說：「你看過了驚魂六記之後，你才知道原來文字表達的恐怖，比電視、音響所表達的更恐怖。」

## 小說
- 血鹦鹉（古龍前五章；其後由黃鷹代筆）
- 天魔刀／吸血蛾（黃鷹；古龍掛名）
  - 風雲時代收錄天魔刀，另有一說為吸血蛾
  - 吸血蛾又名江湖奇譚
  - 天魔刀亦為風雲時代出版之沈勝衣傳奇中魔刀的另一名稱
- 水晶人（黃鷹）
  - 又名風雨奇譚
- 黑蜥蜴（黃鷹）
- 粉骷髏／罗刹女（黃鷹）
  - 各版本有些收錄羅剎女，有些收錄粉骷髏
- 无翼蝙蝠（黃鷹）